# Wagner-Nunatak
Der Wagner-Nunatak ist ein 850 m hoher Nunatak im westantarktischen Queen Elizabeth Land. In der Gruppe der Rambo-Nunatakker in den Pensacola Mountains ragt er 15 km südlich des Blackburn-Nunatak auf.
Der United States Geological Survey kartierte ihn anhand eigener Vermessungen und Luftaufnahmen der United States Navy aus den Jahren von 1956 bis 1966. Das Advisory Committee on Antarctic Names benannte ihn 1968 nach John K. Wagner, Strahlenwissenschaftler auf der Plateau-Station im antarktischen Winter 1967.

## Weblinks

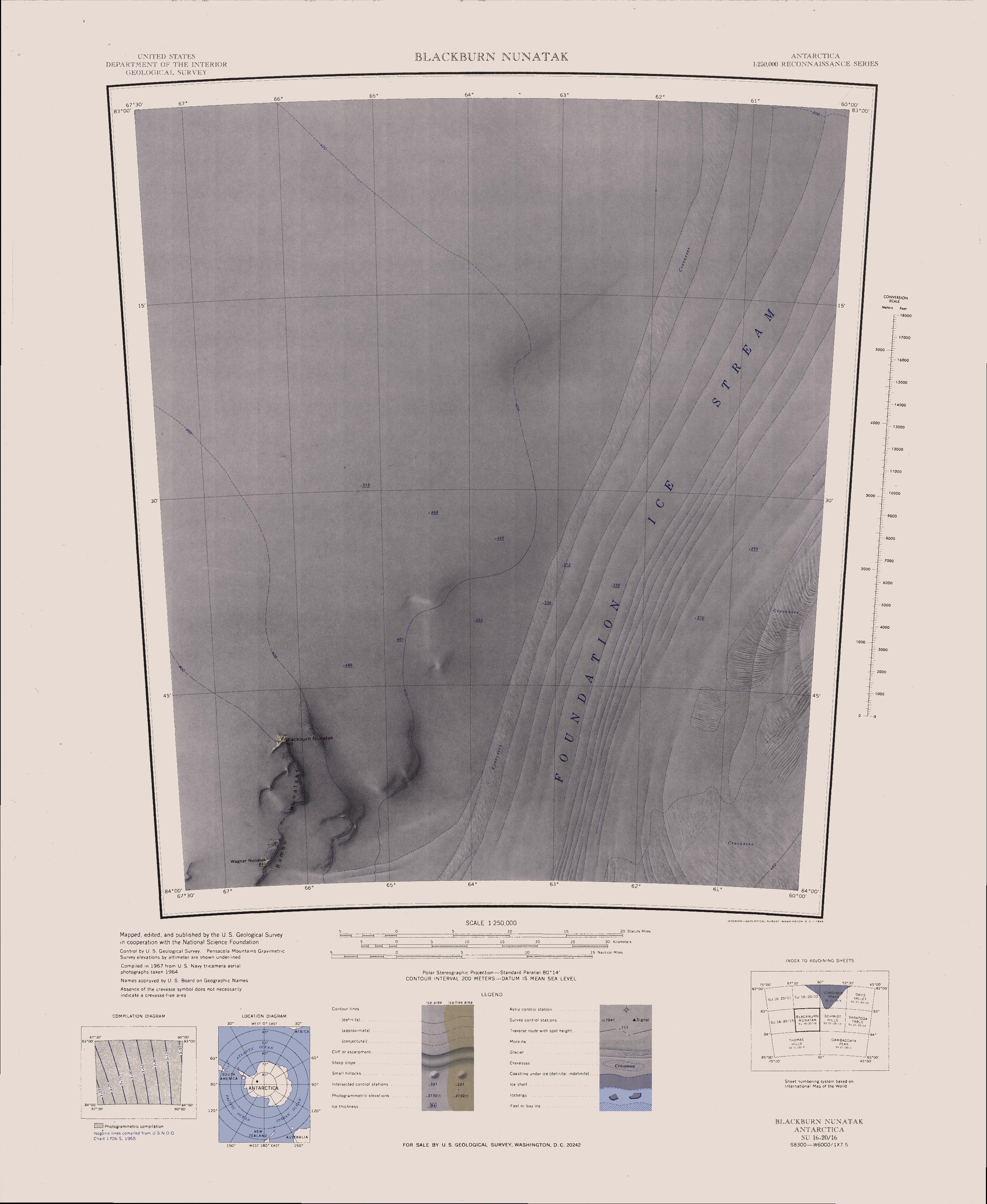
Kartenblatt Blackburn Nunatak von 1967, der Wagner Nunatak befindet sich unten links